# Melchior Cibinensis
Melchior Cibinensis, Melchior von Hermannstadt, auch Nicolaus Melchior Cibinensis, war ein alchemistischer Autor des 16. Jahrhunderts aus Siebenbürgen. Er war wahrscheinlich Priester und ist bekannt als Autor einer alchemistischen Messe (Addam et processus sub forma missae), bzw. der Darstellung des alchemistischen Verfahrens in Form einer Messe, die wahrscheinlich um 1525 entstand und 1602 im Theatrum Chemicum und 1617 in der Symbola Aureae Mensae von Michael Maier veröffentlicht wurde.

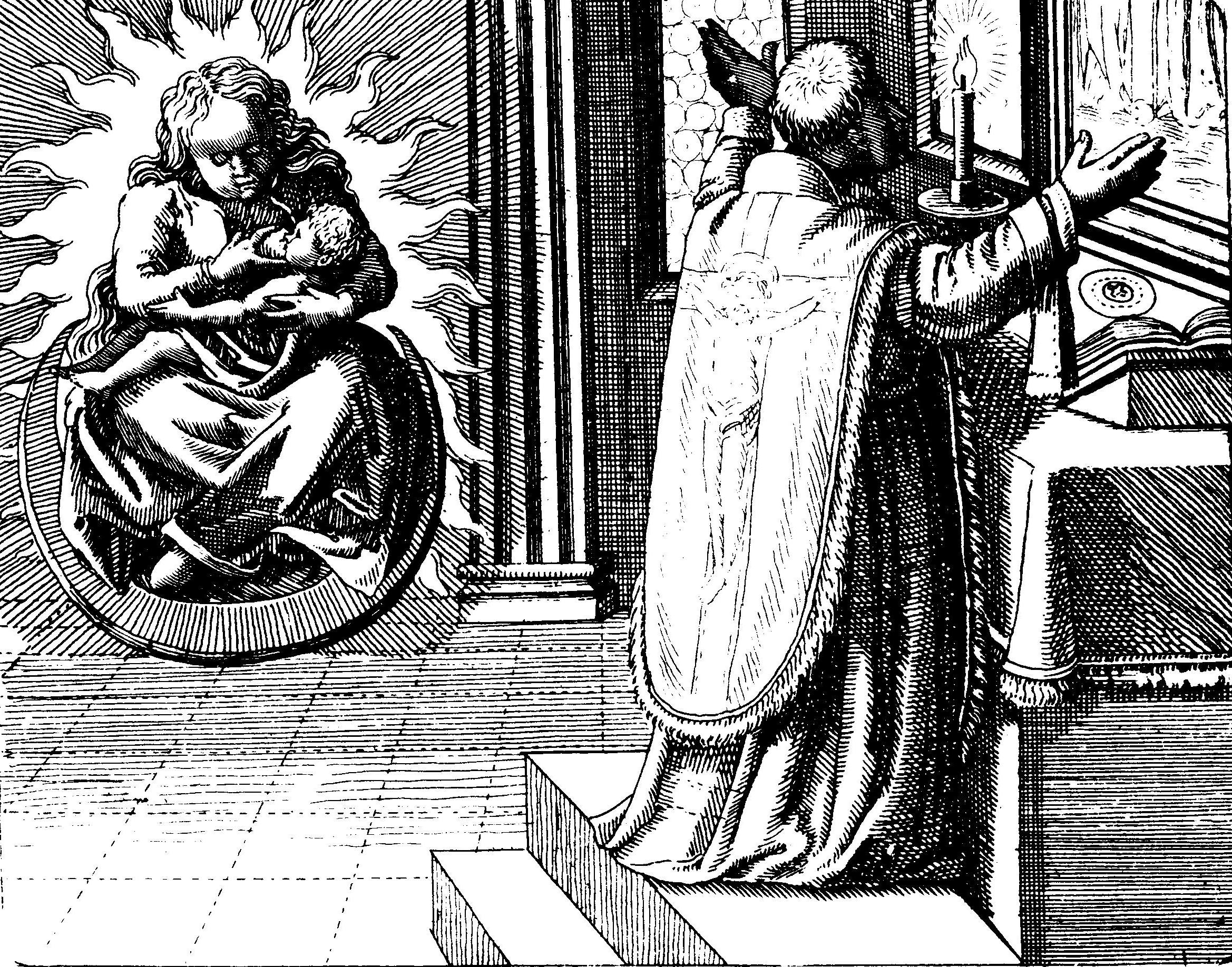
Melchior Cibinensis in Michael Maier, Symbola Aureae Mensae

## Identifikationsversuche mit weiteren bekannten Personen der Epoche
Melchior Cibinensis wurde von Carl Gustav Jung mit dem Hofastrologen und Hofkaplan von Vladislav II. und Ludwig II., Nicolas Melchior Szebeni, identifiziert, der nach dem Tod von Ludwig II. in der Schlacht bei Mohács 1526 an den Wiener Hof kam. Der Processus ist dem ungarischen König Vladislav II. gewidmet.
Nach anderen Angaben ist er mit einem Nicolas Melchior aus Hermannstadt identisch, den Karl II. 1531 in Prag mit dem böhmischen Adligen Andreas Schampasa enthaupten ließ, weil sie Münzen geprägt hatten, die mehr Wert waren als die des Königs. Dieser Nicolas Melchior stammte aus einer Goldschmiedefamilie in Hermannstadt und hatte in Wien studiert. Er soll aber nicht der eigentliche Autor gewesen sein, sondern nur den älteren Text übermittelt haben.
Der Autor wurde auch mit Miklós Oláh (Nicolaus Olahus) identifiziert, welcher 1568 starb.

## Schriften
- Farkas Gábor Kiss, Benedek Láng, Cosmin Popa-Gorjanu: The Alchemical Mass of Nicolaus Melchior Cibinensis: Text, Identity and Speculations. Ambix, Band 53, 2006, S. 143–159

Zuerst erschien die alchemistische Messe in: Nicolas Barnaud, Commentariolum in aenigmaticum quoddam epitaphium, Leiden 1597, 37–41. Digitalisat (nachgedruckt im Theatrum Chemicum)
Weitere Ausgaben des Processus:
- Arch. dell'Unicorno 2, 1976, 15–20, 49–56
- Nicolas Melchior de Szeben: Processus Chimique sous forme de la Messe dedié à Ladislas, Roi de Hongrie et de Bohème, Verlag: Archè, Mailand 1977